# الجمعية البريطانية السورية
الجمعية البريطانية السورية (بالإنجليزية: British Syrian Society)‏؛ هي جمعية ضغط سورية-بريطانية مقرها في لندن، تأسست في عام 2003 لتعزيز العلاقات بين الحكومة السورية والمملكة المتحدة، وأسسها فواز الأخرس، والد أسماء الأسد زوجة الرئيس السوري السابق بشار الأسد. يرأسها الأخرس، ويديرها كل من اللورد أسكويث، اللورد غرين، اللواء جون هولمز، والسفير البريطاني السابق في سوريا بيتر فورد.